# MedlinePlus

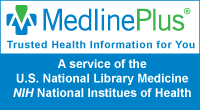
MedlinePlus

MedlinePlusとは患者、家族、医療提供者向けに一般向けの健康情報を提供している無料のウェブサイトである。アメリカ国立衛生研究所、アメリカ国立医学図書館、その他アメリカ政府機関、健康関連団体から情報が提供されており、アメリカ国立医学図書館がサイトを作成し保全している。また、スペイン語話者コミュニティ向けにスペイン語で書かれた同内容の姉妹サイトや、携帯端末での表示に最適化した英語、スペイン語のモバイルサイトもある。1年で世界中の人々1億5千万人以上がMedilinePlusを利用している。
MedlinePlusの内容として:
- 何百もの疾患、健康状態、健康問題を扱っているA.D.A.M., Inc.（英語版）による健康トピックスや医学百科事典
- ジェネリックと商標名両方の処方薬と店頭販売薬の医薬情報
- ハーバル・ダイエットサプリメント情報
- 医療辞書
- ロイターの健康情報やHealthDayに加え、大手医療団体によるプレスリリースが掲載される健康関連ニュース記事
- 医師、歯科医師、病院、診療所、その他の医療提供者の氏名録
- 外科的処置のビデオと解剖学ビデオ
- アニメーションや音声を使って健康状態や処置を説明する双方向健康チュートリアル
- 健康状態と処置においてMedlinePlusの情報に関連する電子健康記録(EHR)システムで患者と医療提供者を繋ぐサービスであるMedlinePlus Connect
- 携帯端末ユーザーによる閲覧を増やすために信頼出来る健康関連情報を提供するモバイルサイト

## 歴史
歴史を通して医療図書館は伝統的に医療関係者によるプログラムやサービスに主眼を置いてきた。1990年代、図書館はインターネットへのアクセスが増加するに伴い、一般市民が重要なユーザーグループになっていったことを認識するようになった。この新たなユーザーグループは一般人にも理解可能な信頼出来る健康関連情報のウェブ形式でのアクセスを必要としていた。1998年10月、図書館はこの需要に応える形でMedlinePlusを立ち上げた。
立ちあげ時は英語で書かれた22項目の健康関連トピックで構成されていたが、今日、英語とスペイン語で書かれた800以上の健康関連トピックや40言語以上に翻訳された健康関連情報が掲載されている。
また、品質や使いやすさが評価され複数の賞やメディアの理解を得るようになり、American Customer Satisfaction Indexで常に高い評価を得ている。